# Jordan Smith (Sänger)
Jordan Smith (* 4. November 1993 in Harlan County, Kentucky) ist ein US-amerikanischer Popsänger. Er gewann die neunte Staffel der amerikanischen Gesangs-Castingshow The Voice.

## Biografie
Jordan Smith wuchs in einer musikalischen Familie auf: Sein Vater war Pianist von Beruf und seine Mutter ist als Sängerin tätig. Er besuchte die Lee University in Cleveland und schloss sich dort der bekannten Gesangsgruppe The Lee University Singers an, die unter anderem im Vatikan und vor dem US-Präsidenten auftrat. Er wurde Solosänger, Gruppenleiter und schließlich Vizepräsident des Ensembles.
2015 bewarb er sich erfolgreich für die Castingshow The Voice. Dank seiner hellen Stimme und seines großen Tonumfangs konnte er Lieder von Frauen und Männern interpretieren und bereits mit seiner ersten Darbietung des Lieds Chandelier der Sängerin Sia in den Blind Auditions wurde er zu einem der Favoriten. Mit seinen Songs kam er im Verlauf der Show immer wieder in die Singlecharts und mit drei seiner Lieder – Great Is Thy Faithfulness, Hallelujah und zuletzt Mary, Did You Know? – erreichte er auch Platz eins der Hot Christian Songs, der Sondercharts für kirchliche Musik. Smith erreichte problemlos das Finale und gewann schließlich den Wettbewerb. Der nach der Show veröffentlichte Sampler mit seinen Beiträgen kam in den US-Albumcharts auf Platz 11. In Bezug auf die Verkäufe während der Show war Jordan Smith der erfolgreichste aller Teilnehmer der bis dahin ausgetragenen neun Staffeln von The Voice.

## Diskografie
Studioalben
- 2016, Something Beautiful, Ersterscheinung 18. März 2016
- 2018, Only Love, Ersterscheinung 10. August 2018

Lieder
- Songs aus den The-Voice-Sendungen vom 21. September bis 14. Dezember 2015
  - Chandelier von Sia
  - Like I Can von Sam Smith („Battle“ mit Regina Love)
  - Set Fire to the Rain von Adele
  - Halo von Beyoncé
  - Great Is Thy Faithfulness (Kirchenlied)
  - Who You Are von Jessie J
  - Hallelujah von Leonard Cohen
  - Somebody to Love von Queen
  - Climb Ev’ry Mountain (aus dem Musical The Sound of Music von Rodgers und Hammerstein)
  - God Only Knows von den Beach Boys im Duett mit Adam Levine
  - Mary, Did You Know? (Weihnachtslied), ursprünglich von Michael English